# トリプル9 裏切りのコード
『トリプル9 裏切りのコード』（トリプルナインうらぎりのコード、Triple 9）は、2016年にアメリカ合衆国で製作されたクライムスリラー映画。製作・監督をジョン・ヒルコートが、脚本をマット・クックが務めた。出演はケイシー・アフレック、キウェテル・イジョフォー、アンソニー・マッキー、アーロン・ポール、クリフトン・コリンズ・Jr、ノーマン・リーダス、テリーサ・パーマー、マイケル・K・ウィリアムズ、ガル・ガドット、ウディ・ハレルソン、ケイト・ウィンスレット。

## ストーリー
アメリカ合衆国アトランタ。特殊部隊の元隊員や悪徳警官で組織された武装集団のリーダーであるマイケルは、雇い主であるロシア系コーシャー・マフィアとの関係を絶とうと考えていた。だが、そんな要求をマフィアの女ボスが許すはずもなく、息子を人質に取られたマイケルは新たな要求を突きつけられる。それは、国土安全保障省の施設を襲撃せよという無謀なものだった。
当然施設は厳重な警備に守られており正面からの突入は自殺行為だと考えたマイケルは、仲間が言っていた警察の緊急コード「999」を利用することを思いつく。そのコードは警官が撃たれたことを意味するもので、そのコードが発せられると全ての警官が職務を中止し現場へ向かう決まりとされていた。マイケルはこのコードが発せられている間に施設を襲おうというのだ。仲間たちはこの案に賛成。そしてどの警官を撃つか話し合った末、実直な性格で悪徳警官たちから目をつけられている新人のクリスに決まるのだが、計画は予想外の方向へ動き出してしまう。

## キャスト
クリス・アレン
演 - ケイシー・アフレック、日本語吹替 - 小松史法
新人警官。ギャング対策班所属。
マイケル・アトウッド
演 - キウェテル・イジョフォー、日本語吹替 - 竹田雅則
武装集団のリーダー。元Navy SEALsでブラックウォーターUSAに所属していた。息子がいる。
マーカス・ベルモント
演 - アンソニー・マッキー、日本語吹替 - 北田理道
武装集団の一員で汚職警官。ギャング対策班でのクリスの相棒。
ゲイブ・ウェルチ
演 - アーロン・ポール、日本語吹替 - 茂木たかまさ
武装集団の一員でラッセルの弟。元警官。
薬物中毒者。
フランコ・ロドリゲス
演 - クリフトン・コリンズ・Jr、日本語吹替 - 伊原正明
武装集団の一員で汚職警官。殺人課に所属。
ラッセル・ウェルチ
演 - ノーマン・リーダス、日本語吹替 - 小山力也
武装集団の一員でマイケルの相棒。元Navy SEALsでブラックウォーターUSAに所属していた。強盗の際は主にナビゲーション担当。
ミシェル・アレン
演 - テリーサ・パーマー
クリスの妻。
スウィート・ピー
演 - マイケル・K・ウィリアムズ
女装した男。ジェフリーの情報屋。
エレナ・ヴラスロフ
演 - ガル・ガドット、日本語吹替 - 甲斐田裕子
マイケルの恋人でイリーナの妹。マイケルの子供を育てている。
ジェフリー・アレン
演 - ウディ・ハレルソン、日本語吹替 - 内田直哉
ベテラン警察官。重大犯罪課に所属。クリスの叔父。
イリーナ・ヴラスロフ
演 - ケイト・ウィンスレット、日本語吹替 - 深見梨加
コーシャー・マフィアの女ボス。ロシア系イスラエル人で、先代ボスの妻。
夫はロシアの刑務所に収監されており、国土安全保障省にある機密情報を奪うことで彼を脱獄させようとしている。
ルイス・ピント
演 - ルイス・ダ・シルヴァ、日本語吹替 - 坂田明寛
マラ・サルバトルチャの幹部。
トリーナ・リン
演 - ミシェル・アン
女性警察官。

## 製作
2010年8月、ジョン・ヒルコート監督の新作犯罪映画の脚本をマット・クックが担当、シャイア・ラブーフ出演すると報じられた。その後、多くの配役を変更し、降板したラビーフの後任として、チャーリー・ハナムの起用が検討されたが、2013年12月、ハナムも降板し、ケイシー・アフレックが起用された。2013年8月、ケイト・ブランシェットとクリストフ・ヴァルツに出演すると報じられたが、後に降板。同役の代わりにケイト・ウィンスレットとウディ・ハレルソンが参加した。その後、アーロン・ポール、ノーマン・リーダス、キウェテル・イジョフォー、アンソニー・マッキー、ガル・ガドット、テリーサ・パーマー、クリフトン・コリンズJr.の出演が報じられた。

## 評価
本作に対する批評家からの評価は平凡なものに留まっている。映画批評集積サイトのRotten Tomatoesには169件のレビューがあり、批評家支持率は53%、平均点は10点満点で5.8点となっている。サイト側による批評家の見解の要約は「『トリプル9』は優れた俳優たちの演技とスリルのお陰で、バランスが取れている」となっている。